# Requiem por Billy el Niño
Requiem por Billy el Niño es una película francesa de 2007, dirigida por Anne Feinsilber.

## Argumento
Requiem por Billy el Niño trata sobre una investigación sobre la muerte en un 14 de julio de 1881 del famoso bandolero a manos del sheriff Pat Garrett. Las circunstancias de su muerte a los veintiún años siempre han estado en sospecha. La voz en off de Billy el Niño nos va dando explicaciones conforme un sheriff actual va descubriendo los pormenores de su muerte.

## Reparto
| Actor              | Papel                |
| ------------------ | -------------------- |
| Kris Kristofferson | Voz de Billy el Niño |